# Narva-Jõesuu församling
Narva-Jõesuu församling (estniska: Narva-Jõesuu kogudus) är en församling som tillhör Viru kontrakt inom den Estniska evangelisk-lutherska kyrkan. Församlingen omfattar staden Narva-Jõesuu i landskapet Ida-Virumaa.

## Större orter
- Narva-Jõesuu (stad)